# Heidi Fleiss

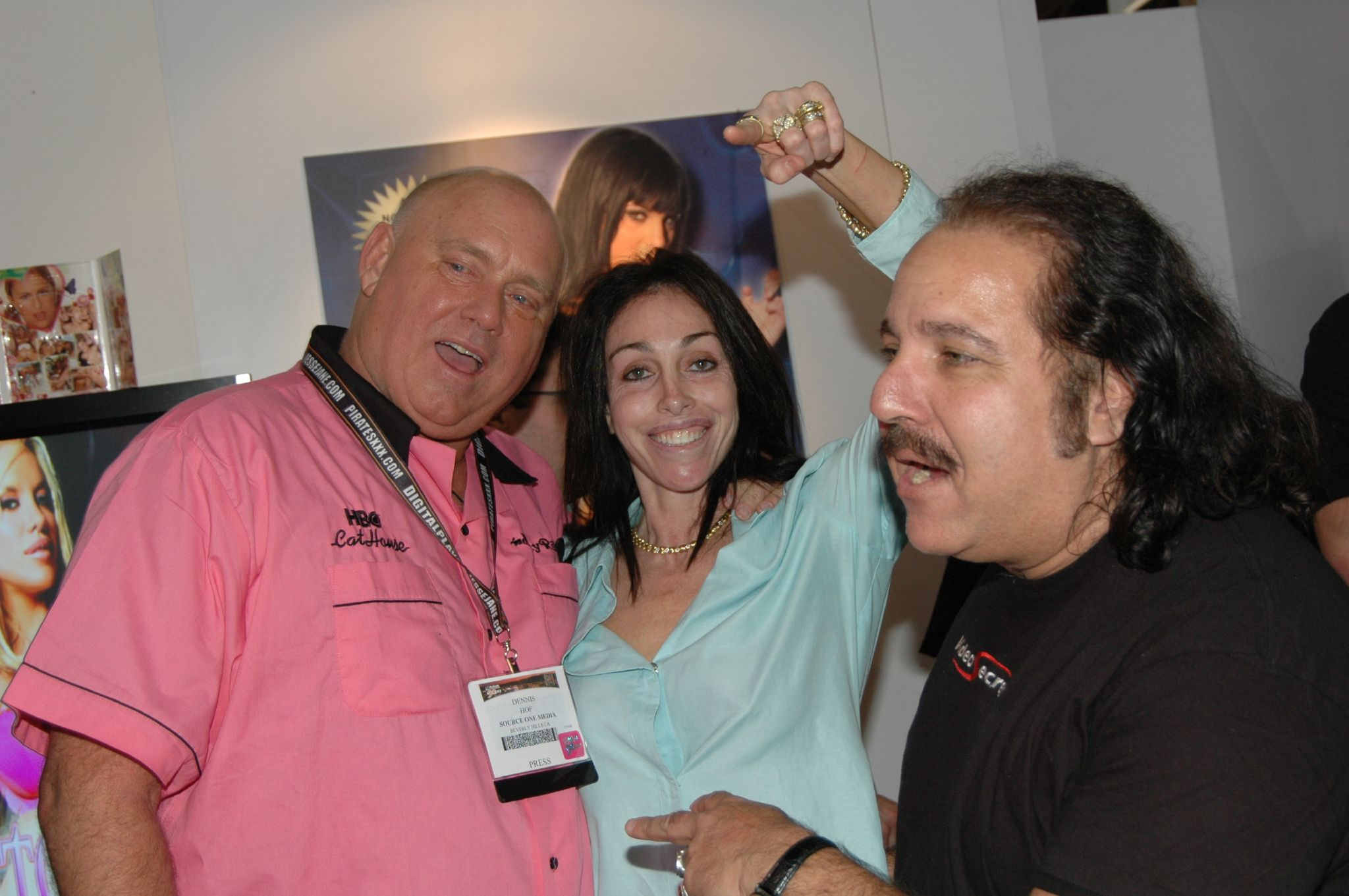
Fleiss en compagnie de Dennis Hof et de Ron Jeremy à lAdult Video Network Convention qui s'est tenue à Las Vegas en 2006.

Heidi Lynne Fleiss est une ancienne tenancière de lupanar à Hollywood où elle est connue sous le nom de Hollywood Madam.

## Biographie
Heidi Fleiss est née le 30 décembre 1965 à Los Angeles (Californie). Elle dit être de religion israélite et végétarienne.
En 1997, Heidi Fleiss est reconnue coupable de proxénétisme et d'évasion fiscale. La liste des clients qui fréquentaient sa maison close comptait plusieurs personnalités connues et argentées. Elle a été condamnée à 37 mois de prison (elle en a réellement effectué 21) pour l'accusation d'évasion fiscale mais celle de proxénétisme n'a pas été retenue. La sévérité de la sentence à trois ans de réclusion était en rapport avec l'importance du crime alors que ses clients n'ont pas été condamnés.
En 2003, Fleiss accuse son ancien amant, l'acteur Tom Sizemore, de violences à son encontre. Un jury californien déclare Sizemore coupable de violences physiques, menaces criminelles et d'obscénités téléphoniques[réf. nécessaire].
Fleiss a vendu sa maison de Tower Grove à Beverly Hills située à proximité de celle occupée par le musicien Billy Idol et habite maintenant à Pahrump, Nevada.

## Carrière
En 1995, le cinéaste Nick Broomfield a réalisé un documentaire sur sa maison close intitulé Heidi Fleiss: Hollywood Madam. La télévision produit un télé-film intitulé Call Me: The Rise and Fall of Heidi Fleiss en 2004. Le rôle de Fleiss est tenu par l'actrice Jamie-Lynn Sigler. La même année, elle cède ses droits, pour $5 millions (environ €3,5 millions), à la Paramount Pictures qui souhaite réaliser un film sur sa vie. Elle est la propriétaire de la boutique Hollywood Madam sise à Hollywood Ouest.
Fleiss fait également part de son intention d'ouvrir un lupanar à Pahrump sous le nom de Heidi Fleiss' Stud Farm,, mais doit différer ses plans en raison d'une « légère complication ». Elle ouvre donc une laverie automatique dans cette ville à l'enseigne de Dirty Laundry.
Elle est arrêtée le 7 février 2008 à Pahrump en possession illégale de stupéfiants et conduite sous l'emprise de drogue.